# Rafaela
Rafaela je město v provincii Santa Fe v Argentině. Nachází se 96 km od hlavního města provincie Santa Fe. Je hlavním městem departementu Castellanos. V roce 2010 zde žilo 99 150 obyvatel.

## Historie
Město bylo založeno v roce 1881 Guillermem Lehmannem a status města získalo v roce 1913.

## Partnerská města
- Sigmaringendorf, Německo
- Fossano, Itálie